# Gerhard Isermann
Gerhard Isermann (* 14. August 1931 in Göttingen; † 2. März 2015 in Langenhagen) war ein deutscher lutherischer Theologe, Publizist und Autor.

## Leben
Isermann studierte evangelische Theologie an der Georg-August-Universität Göttingen und wurde am 13. Oktober 1957 in Göttingen ordiniert. 1957 wurde er Pastor in Letter. 1962 wechselte er in das Landesjugendpfarramt in Hannover. 1966 wurde er Schulpastor in Göttingen, 1972 Pastor der Landeskirche und Pressesprecher der Evangelisch-lutherischen Landeskirche Hannovers. 1979 übernahm er die Leitung des Verbandes Evangelischer Publizistik und des Lutherischen Verlagshauses. Am 1. September 1996 trat er in den Ruhestand.
Isermann gehörte zeitweise zum Kreis der Sprecher der ARD-Sendung Das Wort zum Sonntag.

## Werke
- Helden, Zweifler, Versager. Das Pfarrerbild in der Literatur. Hannover 2012
- Rückfragen zur "Bibel in gerechter Sprache". Hannover 2007
- Gegensätze in der Heiligen Schrift. Die Kirche und die innerbiblische Toleranz. Leipzig 2003
- Widersprüche in der Bibel. Warum genaues Lesen lohnt. Göttingen 2000
- Gemeindebrief-Beratung. Band 6: Finanzierung und Rechtsfragen zum Gemeindebrief. 1997
- Tagesordnungspunkt Öffentlichkeit. Hannover 1995
- Revitalisierung der Mythen? Gegen den Mißbrauch alter Geschichten für neue Interessen. Hannover 1990
- Wörterbuch der Kirchensprache. Hannover 1980
- Christentum oder Marxismus. Göttingen 1979
- Neue Sekten. Göttingen 1977
- Konfessionen des Marxismus. Quellentexte. Göttingen 1976
- Lessing und Goeze. Göttingen 1975
- Sekten. Göttingen 1972
- Denkzettel. Hannover 1971
- Wertungen der Geschlechtlichkeit. Göttingen 1970
- Rechtfertigung des Krieges?. Göttingen 1970
- Unser Leben - unser Prozeß. Theologische Fragen bei Franz Kafka. Wuppertal-Barmen 1969
- Vom Friedensdienst des Christen. Wuppertal-Barmen 1965